# Жан I
Вижте пояснителната страница за други личности с името Жан I.
Жан I, наричан Посмъртни (на френски: Jean I le Posthume), е крал на Навара като Хуан I (на испански: Juan I el Póstumo) и Франция, както и граф на Шампан в началото на 14 век. Той е посмъртен син на Луи Х Френски и неаполитанската принцеса Клеманс Унгарска. Роден през нощта на 14 срещу 15 ноември 1316, Жан царува само пет дена от раждането си до смъртта си, правейки го най-младия крал на Франция.

## Спор за короната
През юни 1316 френският крал Луи Х заболява и умира, оставяйки френския трон празен. Започват спорове из кралското семейство за това кой трябва да го наследи. Основен фактор в споровете е бременната кралица Клеманс Унгарска. Основното опасение е в това новороденото да не бъде момиче. В такъв случай, основни претенденти за трона са единственото друго дете на Луи X, принцеса Жана и брат му, граф Филип дьо Поатие. Родът Капет се разделя на два лагера, като към поддръжниците на Жана са Шарл дьо Валоа, Шарл дьо ла Марш и Ото IV Бургундски, а поддръжници на граф дьо Поатие били Луи д'Еврьо, Мао д'Артоа.
Възползвайки се от кръжащите слухове относно законността на прицеса Жана, след като майка ѝ, бившата кралица Маргьорит Бургундска е уличена в изневяра и затворена в Шато Гаяр, а брака ѝ с Луи Х е анулиран, с помощта на разум и дипломатичност, граф дьо Поатие привлича на своя страна мнозинството от противниците си, самопровъзгласявайки се за регент на неродения си племенник.

## Живот
Пет месеца след смъртта на Луи Х Клеманс Унгарска ражда момче, с което, поне за малко, прекратява споровете за наследството. Според някои източници, въпреки добре протеклата бременност при раждането се налага да използват щипци, за да извадят детето (метод, използван в медицината чак до 19 век). То е наречено Жан в чест на Йоан Кръстител, светец покровител на кралица Клеманс. След раждането Клеманс е в лошо здраве, първоначално оплаквайки се само от главоболие и гадене, по-късно повръщане, загуба на съзнание, треска.
Детето е кръстено на следващия ден, като за негови кръстници са избрани регентът граф Филип дьо Поатие, съпругата му Жана Бургундска, майка ѝ графиня Мао д' Артоа, сенешалът Жан дьо Жоенвил и кралският конетабъл Гоше дьо Шатийон. По време на кръщенето детето получава гърч. В своя роман от 1957 „Законът на мъжете“, френския писател Морис Дрюон описва събитието така:
| „ | Бебето-крал бе станало синьо и с всеки миг кожата му потъмняваше и ставаше едва ли не черна. Тялото му се бе вкочанило, ръчичките бяха сгърчени, през отворените му клепачи се виждаше само бялото на очите му. Нечия невидима ръка задушаваше този неосъзнал се още живот, окръжен от трепкащи светлини и тревожно наведени чела. | “ |

На 19 ноември, три дена след кръщението, е насрочено малкият крал да бъде представен пред благородниците, за да бъде припознат като техен върховен суверен. Именно по време на представянето на детето то изпада в шок и умира скоро след това. Негов наследник става чичо му Филип дьо Поатие, приемайки името Филип V Дълги.

## Джианино Балиони
През годините изникват множество теории относно причината за смъртта на Жан I от отравяне до размяна с мъртво дете, но никоя не може да бъде потвърдена. Мнозинството историци предполагат, че смъртта му е причинена от вековете на кръвосмешение във френския кралски двор и усложненията при раждането. Въпреки това писатели романисти се възползват от историята за Джианино Балиони.
През 1360 в Париж пристигнал сиенец на име Джианино (или Джиовани) Балиони твърдейки, че е крал Жан I, настоявайки, че е законният притежател на короната. Арестуван по заповед на върналия се на френска земя крал Жан II Валоа, Джианино Балиони е затворен и умира в затвора през 1363.

## В литературата
Жан или Джианино е основен герой в книгата на италианеца Томазо ди Кампаня Фалкониери „Човекът който се мислеше за крал на Франция“, както и в поредицата на френския романист Морис Дрюон „Прокълнатите крале“.